# Leucorchestris
Leucorchestris is een geslacht van spinnen uit de  familie van de Sparassidae (jachtkrabspinnen).

## Soorten
- Leucorchestris alexandrina Lawrence, 1966
- Leucorchestris arenicola Lawrence, 1962
- Leucorchestris flavimarginata Lawrence, 1966
- Leucorchestris porti Lawrence, 1965
- Leucorchestris sabulosa Lawrence, 1966
- Leucorchestris setifrons Lawrence, 1966
- Leucorchestris steyni Lawrence, 1965